# ماري وولستونكرافت
ماري وولستونكرافت (بالإنجليزية: Mary Wollstonecraft)‏ ‏ (27 أبريل 1759 إلى 10 سبتمبر 1797)، كاتبة بريطانية من القرن الثامن عشر، فيلسوفة، ومناصرة لحقوق المرأة. خلال حياتها المهنية القصيرة، كتبت ماري روايات، واطروحات، وقصص رحالة، كما أنها كتبت عن تاريخ الثورة الفرنسية، وعن قواعد السلوك، وأدب الأطفال. اشتهرت وولستونكرافت بدفاعها عن حقوق المرأة، فقد كانت تقول ن النساء لسن أقل شأنا من الرجال، ولكنهن يبدون كذلك فقط لأنهن يفتقِرن إلى التعليم. كما اقترحت وجوب مُعامَلة كل من الرجل والمرأة على أنهما مخلوقان رشيدان، يصنعان نظاما اجتماعيا يقوم على العقل.
حتى وقت متأخر من القرن العشرين، جذبت حياة وولستونكرافت الشخصية الاهتمام أكثر من كتاباتها. وبعد علاقتها غير الشرعية بكل من هنري فوسيلي وجربلت املاي الذي أنجبت منه انتها فاني املاي. تزوجت وولستونكرافت من الفيلسوف ويليام غودوين الذي كان من الأشخاص المؤثرين بشدة في الحركة اللاسلطوية. وتوفيت في الثامنة والثلاثين من عمرها، بعد عشرة أيام فقط من إنجاب ابنتها الثانية ماري شيلي التي أصبحت فيما بعد كاتبة مبدعة. تركت وولستونكرافت خلفها مسودات للعديد من الكتب غير المنتهية. وبعد وفاة وولستونكرافت قام زوجها ويليام غودوين عام 1798 بنشر قصة حياتها، كاشفاً تفاصيل حياتها التي كانت تعتبر آنذاك غير مقبولة اجتماعياً، مما أدى دون قصد إلى تدمير سمعتها لقرن من الزمان.

## طفولتها
وُلدت ماري سنة 1759 وكانت الابنة الأولى في عائلة كبيرة العدد. لم تتلقَّ سوى بضع سنوات من التعليم المدرسي الرسمي، حيث عانت العائلة من ظروف معيشية صعبة بسبب إدمان والدها على الكحول، مما تسبب في معاناة شديدة لأفراد الأسرة. هربت ماري من منزل عائلتها في سن مبكرة جدًا وعملت كمرافقة في حفلات الاستقبال مقابل مبلغ زهيد يكفي بالكاد لتلبية احتياجاتها الأساسية.
بعد وفاة والدها، مرضت والدتها، مما دفع ماري إلى العودة إلى مزرعة العائلة لرعايتها ومساعدتها. وبعد وفاة والدتها، سعت ماري لتحقيق حلم طفولتها بإنشاء مدرسة لتعليم الفتيات. بالتعاون مع أختها الصغرى وصديقتها، نجحت في تأسيس مدرسة للبنات. لكن النجاح لم يدم طويلًا، إذ دفعتها وفاة صديقتها المفاجئة إلى إغلاق المدرسة والسفر إلى أيرلندا للعمل كعاملة لدى عائلة أرستقراطية ثرية.
كان أول كتبها بعنوان Thoughts on the Education of Daughters (أفكار حول تعليم البنات)، حيث دافعت فيه عن حق الفتيات في الحصول على التعليم. ومن الجدير بالذكر أن ماري تعلمت العديد من اللغات بشكل ذاتي، من بينها الفرنسية والهولندية والألمانية. وعندما قرأت كتاب جان جاك روسو Émile ou de l'éducation (إميل أو عن التربية)، الذي تناول فيه أساليب تربية الأطفال، كتبت ردًا أدبيًا عليه في كتابها Mary, A Fiction (ماري، قصة خيالية).
واجهت ماري صعوبة في التأقلم مع الحياة في القصر الأيرلندي الذي عملت فيه، ورفضت المعاملة السيئة التي كان يتعرض لها الخدم، مما دفعها إلى ترك عملها والعودة إلى لندن. هناك، وجدت فرصة للعمل في دار نشر كمترجمة، وبدأت بنشر مقالات متنوعة في مجالات السياسة والاقتصاد والفلسفة والتاريخ. كما أقامت علاقة صداقة مع توماس باين، مؤلف كتاب Rights of Man (حقوق الإنسان).
خلال الثورة الفرنسية، أصدر إدموند بيرك عام 1790 كتابه Reflections on the Revolution in France (تأملات حول الثورة الفرنسية). وفي نفس العام، ردت ماري على آرائه بكتابها A Vindication of the Rights of Men (دفاع عن حقوق الرجال). هاجمت فيه بيرك بشكل حاد، متهمةً إياه بالدفاع عن مصالحه الشخصية، وأكدت أن الحقوق الإنسانية مستمدة من الطبيعة ولا يجوز لأي طرف انتزاعها. استخدمت ماري أسلوبًا ساخرًا في نقدها، واتهمته بدعم مجتمع يستغل الفقراء ويسعى للحفاظ على الامتيازات الأرستقراطية.
في عام 1792، كتبت ماري كتابها الشهير A Vindication of the Rights of Women (دفاع عن حقوق النساء). تميز أسلوبها في هذا الكتاب بشموليته، حيث تناولت قضايا الأخلاق والمشاكل السياسية والاجتماعية والفلسفة والفكر والتاريخ. وعلى الرغم من تنوع المواضيع التي ناقشتها، فإنها اتبعت نهجًا منهجيًا أظهر عمق تعليمها وثراء معرفتها. وجدت ماري أن هذا الأسلوب متعدد الجوانب هو الأكثر تأثيرًا على القراء ويخدم رسالتها في الدفاع عن حقوق المرأة.

## وفاتها
في 30 أغسطس سنة 1797، ولدت «وولستونكرافت» ابنتها الثانية ماري وعلي الرغم من أن الولادة بدت أنها مرت بشكل جيد إلا إنه أثناء الولادة كان قد حدث تلوث في المشيمة مما إدي إلي إصابة وولستونكرافت بحُمي النفاس (كانت شائعة الحدوث في القرن الثامن عشر) التي أدت إلي حدوث تسمم في الدم أدى إلي وفاتها بعد عِدة أيام من المُعاناة في 10 سبتمبر عام 1797.

## أهم أعمالها

### الأعمال التربوية

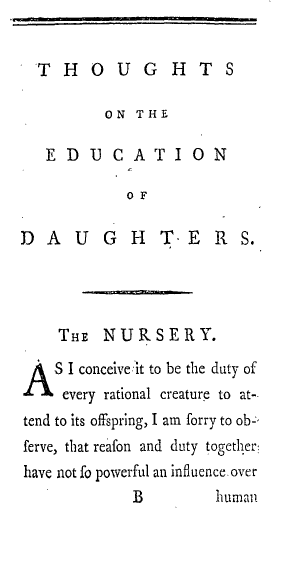
الصفحة الأولى من الطبعة الأولى لكتاب أفكار حول تعليم البنات (1787)

كانت معظم إنتاجات ولستونكرافت الأولى هي حول التربية؛ جمعت ديوانًا من المقتطفات الأدبية «من أجل تنمية النساء الشابات» تحت عنوان الأنثى القارئة وترجمت عملين للأطفال، كتاب ماريا غيرترود فان دي ويركن دي كامبون غرانديسون الصغير وكتاب كريستيان غوثيلف سالزمان مقومات الفضيلة. تناولت كتاباتها أيضًا هذا الموضوع. تدعو ولستونكرافت في كتابيها المتعلقين بالسلوك أفكار حول تعليم البنات (1787) وكتاب الأطفال قصص واقعية من الحياة (1788)، إلى تربية الأطفال ضمن روح الطبقة الوسطى الناشئة: الانضباط الذاتي والصدق والتوفير والطمأنينة الاجتماعية. يشدد الكتابان أيضًا على أهمية تعليم الأطفال بأن يغلّبوا صوت العقل، وهو الأمر الذي يُظهر دَين ولستونكرافت الفكري لفيلسوف القرن السابع عشر التربوي البارز جون لوك. على أي حال، يتميز عملها عن عمله بإبراز الإيمان الديني والمشاعر الفطرية التي تقدمها في أعمالها وربطهم مع خطاب الحساسية الرائج في نهاية القرن الثامن عشر. يدعو الكتابان أيضًا إلى تثقيف النساء، وهو موضوع جدلي في ذلك الوقت وستعود إليه خلال مسيرتها المهنية، وعلى الأخص من خلال دفاعًا عن حقوق المرأة. تقول ولستونكرافت إن النساء المتعلمات جيدًا سيكن زوجات وأمهات صالحات وسيساهمن في النهاية بشكل ايجابي تجاه الأمة.

### الدفاعات

#### دفاعًا عن حقوقالرجال(1790)
نُشر ردًا على كتاب تأملات حول الثورة في فرنسا لإيدموند بيرك (1790)، والذي كان دفاعًا عن الملكية الدستورية والأرستقراطية وكنيسة إنجلترا، وهجومًا على صديق ولستونكرافت، ريتشارد برايس قس كنيسة نيوينغتن غرين التوحيدية، يهاجم كتيب دفاع عن حقوق الرجال لولستونكرافت (1790) الأرستقراطية ويدعو إلى الجمهوريانية. ردها كان أول رد في حرب المناشير الذي عُرف لاحقًا باسم الجدل حول الثورة، والذي أصبح فيه كتيب حقوق الإنسان لتوماس بين (1792) الصيحة التي جمعت المصلحين والراديكاليين.
لم تهاجم ولستونكرافت الملكية وميزة الوراثة فحسب بل اللغة التي استخدمها بيرك للدفاع عنهما وإعلاء شأنهما. في مقطع مشهور من كتاب  الانعكاسات، أعرب برك عن أسفه بقوله: «لقد اعتقدت أن هنالك عشرة آلاف سيف سيقفز من غمده ليثأر حتى لنظرة هددتها [ماري أنطوانيت] بإساءة. -لكن عصر الفروسية قد ولّى». شجب أغلب منتقدي برك ما رأوه شفقة مسرحية على الملكة الفرنسية- وهي شفقة شعروا بأنها كانت على حساب الشعب. كانت ولستونكرافت فريدة في هجومها على لغة برك المجنسنة. من خلال إعادة تعريفها للسمو والجمال، وهي مصطلحات رسّخها برك بنفسه لأول مرة في أطروحته  تحقيق فلسفي في أصل أفكارنا حول السمو والجمال (1756)، قوضت بلاغته وحجته أيضًا. ربط برك الجمال بالضعف والأنوثة، وربط السمو بالقوة والذكورة؛ تقلب ولستونكرافت هذه التعريفات ضده، قائلة إن تمثيلياته المسرحية تحول قرّاءه (المواطنين) إلى نساء مشتتات بالعَرض. تستنكر ولستونكرافت في أول نقد نسوي لها كتبته دون القلق من الآراء التي ستقال عنه -والذي تقول الباحثة في دراسات وولستونكرافت كلوديا إل.جونسون إنه لا يزال غير مسبوقٍ  في قوته الجدلية- دفاع بيرك عن مجتمع غير متساوٍ قائم على سلبية (أي استسلام ولا فعالية) النساء.
في مطالبتها المتعلقة بالحق الجمهوري، تستند ولستونكرافت إلى روح الطبقة الوسطى الناشئة في معارضة لما تصفه بالقواعد السلوكية الأرستقراطية الموبوءة بالرذائل. متأثرة بمفكري عصر التنوير، آمنت بالتقدم وهزأت من بيرك لاعتماده على العادات والتقاليد. ودعت إلى العقلانية، مشيرة إلى أن نظام بيرك سيؤدي إلى استمرار العبودية، ببساطة لأنها تقليد متوارث. تصف حياة ريفية شاعرية يمكن لكل عائلة فيها أن تحظى بمزرعة تلبي احتياجاتها فحسب. تُباين ولستونكرافت صورتها الطوباوية عن المجتمع، المستمدة مما تقول إنه شعور صادق، مع شعور بيرك المزيف.
كان حقوق الرجال أول عمل سياسي علني لولستونكرافت، بالإضافة إلى عملها النسوي الأول؛ إذ يؤكد جونسون، «يبدو أنها في أثناء كتابة آخر فصول حقوق الرجال اكتشفت الموضوع الذي سيشغلها لبقية مسيرتها المهنية». كان هذا النص [حقوق الرجال] هو الذي جعلها كاتبة مشهورة.

### قائمة أعمال ماري وولستونكرافت
- —.Thoughts on the Education of Daughters:With Reflections on Female Conduct, in the More Important Duties of Life. London: Joseph Johnson, 1787.
- —.Mary: A Fiction. London: Joseph Johnson, 1788.
- —.Original Stories from Real Life: With Conversations Calculated to Regulate the Affections and Form the Mind to Truth and Goodness. London: Joseph Johnson, 1788.
- Necker, Jacques. Of the Importance of Religious Opinions. Trans. Mary Wollstonecraft. London: Joseph Johnson, 1788.
- —.The Female Reader: Or, Miscellaneous Pieces, in Prose and Verse; selected from the best writers, and disposed under proper heads; for the improvement of young women. By Mr. Cresswick, teacher of elocution [Mary Wollstonecraft]. To which is prefixed a preface, containing some hints on female education. London: Joseph Johnson, 1789.
- de Cambon, Maria Geertruida van de Werken. Young Grandison. A Series of Letters from Young Persons to Their Friends. Trans. Mary Wollstonecraft. London: Joseph Johnson, 1790.
- Salzmann, Christian Gotthilf. Elements of Morality, for the Use of Children; with an introductory address to parents. Trans. Mary Wollstonecraft. London: Joseph Johnson, 1790.
- —.A Vindication of the Rights of Men, in a Letter to the Right Honourable Edmund Burke. London: Joseph Johnson, 1790.
- —.A Vindication of the Rights of Woman with Strictures on Moral and Political Subjects. London: Joseph Johnson, 1792.
- —."On the Prevailing Opinion of a Sexual Character in Women, with Strictures on Dr. Gregory's Legacy to His Daughters". New Annual Register (1792): 457–466. [From Rights of Woman]
- —.An Historical and Moral View of the French Revolution; and the Effect It Has produced in Europe. London: Joseph Johnson, 1794.
- —.Letters Written during a Short Residence in Sweden, Norway, and Denmark. London: Joseph Johnson, 1796.
- —."On Poetry, and Our Relish for the Beauties of Nature". Monthly Magazine (April 1797).
- —. The Wrongs of Woman, or Maria. Posthumous Works of the Author of A Vindication of the Rights of Woman. Ed. William Godwin. London: Joseph Johnson, 1798. [Published posthumously; unfinished]
- —."The Cave of Fancy". Posthumous Works of the Author of A Vindication of the Rights of Woman. Ed. William Godwin. London: Joseph Johnson, 1798. [Published posthumously; fragment written in 1787]
- —."Letter on the Present Character of the French Nation". Posthumous Works of the Author of A Vindication of the Rights of Woman. Ed. William Godwin. London: Joseph Johnson, 1798. [Published posthumously; written in 1793]
- —."Fragment of Letters on the Management of Infants". Posthumous Works of the Author of A Vindication of the Rights of Woman. Ed. William Godwin. London: Joseph Johnson, 1798. [Published posthumously; unfinished]
- —."Lessons". Posthumous Works of the Author of A Vindication of the Rights of Woman. Ed. William Godwin. London: Joseph Johnson, 1798. [Published posthumously; unfinished]
- —."Hints". Posthumous Works of the Author of A Vindication of the Rights of Woman. Ed. William Godwin. London: Joseph Johnson, 1798. [Published posthumously; notes on the second volume of Rights of Woman, never written]
- —.Contributions to the Analytical Review (1788–1797) published anonymously

## وصلات خارجية
- ماري وولستونكرافت على موقع الموسوعة البريطانية (الإنجليزية)
- ماري وولستونكرافت على موقع إن إن دي بي (الإنجليزية)
- مؤلفات ماري وولستونكرافت في مشروع غوتنبرغ
- أعمال أو نبذة عن ماري وولستونكرافت على أرشيف الإنترنت
- أعمال ماري وولستونكرافت في ليبري فوكس
- أعمالها على المكتبة المفتوحة
- "vindication+of+the+rights+of+woman"&as_brr=1#PPR3,M1 «تبرئة حقوق النساء» (طبعة 1796) على كتب جوجل